# Hemeroblemma expandens
Hemeroblemma expandens là một loài bướm đêm trong họ Erebidae.